# Neolamprologus cunningtoni
 Neolamprologus cunningtoni  ist ein im ostafrikanischen Tanganjikasee endemisch vorkommender Buntbarsch.

## Beschreibung
Neolamprologus cunningtoni erreicht eine Länge von 29 bis 30 cm und hat den für Raubcichliden typischen schlanken und langgestreckten Körper. Die Grundfärbung ist bräunlich oder bläulich-grau, die Flossen sind grau. Jungfische zeigen acht breite Querbinden. Die Schuppen der Fische sind auffallend klein.
- Flossenformel: Dorsale XX-XXI/10–12; Anale iV-V/7–8.
- Schuppenformel 50/22 (SL), 61–71 (mLR)
- Kiemenrechen: 6–8[2]

## Lebensweise
Neolamprologus cunningtoni ist im gesamten See verbreitet und lebt solitär. Er ernährt sich piscivor (von Fisch) und schwimmt normalerweise nah über dem Sandgrund. Abgelaicht wird sowohl in großen, selbst gegrabenen, kraterartigen Nestern im Sandboden als auch versteckt in Felsspalten und Höhlen.

## Systematik
Die Art wurde 1906 durch den belgisch-britischen Ichthyologen George Albert Boulenger unter der Bezeichnung Lamprologus cunningtoni erstmals wissenschaftlich beschrieben und nach William Alfred Cunnington benannt, einem britischen Zoologen und Naturforscher, der von 1904 bis 1905 an einer Expedition zum Tanganjikasee teilnahm und vor allem Krebstiere erforschte. Im Jahr 1991 wurde sie durch Maréchal und Max Poll in die Gattung Lepidiolamprologus überführt, die sich vor allem durch ihre zahlreichen, besonders kleinen Schuppen von Lamprologus unterscheidet. Sowohl morphologische als auch molekulargenetische Daten deuten jedoch darauf hin, dass die Art nicht nah mit den übrigen Lepidiolamprologus-Arten verwandt ist, sondern eine Klade mit Neolamprologus modestus und Neolamprologus tetracanthus, der Typusart der Gattung Neolamprologus bildet. Sie wurde deshalb in die Gattung Neolamprologus verschoben.